# D-A-D
D-A-D jest grupą rockową z Danii, która wcześniej istniała pod nazwą Disneyland After Dark, którą musieli jednak zmienić z powodu sprawy sądowej założonej przez Disneya.
Nazwa zespołu jest pisana w różnych formach, D-A-D, D:A:D, D•A•D oraz D.A.D. Każda z tych wersji przedstawia inny okres w historii zespołu.

## Historia
Na początku lat 80. w Kopenhadze, D-A-D zaczął grać pod swoją oryginalną nazwą Disneyland After Dark.
Stig Pedersen wymyślił nazwę, sugerując się tym, że w Disneylandzie wszystko się może zdarzyć jak zgasną wszystkie światła. Twierdził, że to odzwierciedlało ich muzykę.
Pierwszy skład D-A-D to Jesper, Stig, Peter i Lene Glumer, ówczesna dziewczyna Stiga. Niestety, w grudniu 1984, Lene została zmuszona do opuszczenia zespołu, ponieważ w opinii innych członków zespołu, nie pasowała do grupy.
Debiut zespołu odbył się w klubie młodzieżowym Sundby Algaard w 1984.
Zespół chciał nagrać płytę i zaczął nagrywać kasetę demo w pokoju w którym zazwyczaj praktykowali.

## Dyskografia

### Albumy studyjne
- Call of the Wild
- Draws a Circle (1987)
- No Fuel Left for the Pilgrims (1989)
- Riskin’ It All (1991)
- Helpyourselfish (1995)
- Simpatico (1997 )

### Albumy koncertowe
- Osaka After Dark (1990, Japan Only)
- Psychopatico (1998)
- Scare Yourself Alive (2006)

### Kompilacje
- D.A.D. Special (1989, Sweden, Norway, Denmark and Finland only)
- Good Clean Family Entertainment You Can Trust (1995)
- The Early Years (2000)